# 西莫内·莫尔泰尼
西莫内·莫尔泰尼（義大利語：Simone Molteni，1992年3月25日—），意大利男子赛艇运动员。他曾代表意大利参加2013年世界赛艇锦标赛，获得男子轻量级八人单桨有舵手金牌。